# Argynnis laodice
Pallas' Fritillary (Argynnis laodice) là một loài bướm thuộc họ Nymphalidae. It occurs in damp forested places in Southern Scandinavia, Eastern Europe, Northwestern Kazakhstan và East Asia. Ấu trùng ăn species of Viola. The species produces one generation annually và gặp ở tháng 7-August.